# Lijst van kalksponzen
De onderstaande lijst van kalksponzen bevat een overzicht van alle 671 in de wetenschappelijke literatuur beschreven sponssoorten uit de klasse Calcarea. De informatie stamt uit november 2011.
- Eilhardia schulzei - Poléjaeff,1883
- Lamontia zona - Kirk,1895
- Leuconia alaskensis - de Laubenfels,1953
- Leuconia balearica - Lackschewitz,1886
- Leuconia dura - (Hozawa,1929)
- Leuconia johnstoni - Carter,1871
- Leuconia joubini - (Topsent,1907)
- Leuconia nivea - (Grant,1826)
- Leuconia ochotensis - (Miklucho-Maclay,1870)
- Leuconia sacculata - Carter,1890
- Leuconia usa - (de Laubenfels,1942)
- Leucopsila stylifera - (Schmidt,1870)
- Lepidoleucon inflatum - Vacelet,1967
- Kuarrhaphis cretacea - (Haeckel,1872)
- Leucyssa spongilla - Haeckel,1872
- Trichogypsia incrustans - (Haeckel,1870)
- Trichogypsia lichenoides - (Haeckel,1872)
- Trichogypsia villosa - Carter,1871
- Leucomalthe bomba - Haeckel,1872
- Clathrina adusta - Wörheide & Hooper,1999
- Clathrina africana - Klautau & Valentine,2003
- Clathrina alcatraziensis - Lanna, Rossi, Cavalcanti, Hajdu & Klautau,2007
- Clathrina angraensis - Azevedo & Klautau,2007
- Clathrina antofagastensis - Azevedo, Hajdu, Willenz & Klautau,2009
- Clathrina ascandroides - Borojevic,1971
- Clathrina aspina - Klautau, Solé-Cava & Borojevic,1994
- Clathrina atlantica - (Thacker,1908)
- Clathrina aurea - Solé-Cava, Klautau, Boury-Esnault, Borojevic & Thorpe,1991
- Clathrina biscayae - Borojevic & Boury-Esnault,1987
- Clathrina brasiliensis - Solé-Cava, Klautau, Boury-Esnault, Borojevic & Thorpe,1991
- Clathrina broendstedi - Rapp, Janussen & Tendal,2011
- Clathrina canariensis - (Miklucho-Maclay,1868)
- Clathrina cancellata - (Verrill,1873)
- Clathrina cerebrum - (Haeckel,1872)
- Clathrina ceylonensis - (Dendy,1905)
- Clathrina chrysea - Borojevic & Klautau,2000
- Clathrina clara - Klautau & Valentine,2003
- Clathrina clathrus - (Schmidt,1864)
- Clathrina compacta - (Schuffner,1877)
- Clathrina conifera - Klautau & Borojevic,2001
- Clathrina contorta - (Bowerbank,1866)
- Clathrina corallicola - Rapp,2006
- Clathrina cordata - (Haeckel,1872)
- Clathrina coriacea - (Montagu,1818)
- Clathrina cribrata - Rapp, Klautau & Valentine,2001
- Clathrina cylindractina - Klautau, Solé-Cava & Borojevic,1994
- Clathrina darwini - (Haeckel,1870)
- Clathrina decipiens - (Haeckel,1872)
- Clathrina densa - (Haeckel,1872)
- Clathrina dictyoides - (Haeckel,1872)
- Clathrina dubia - (Dendy,1891)
- Clathrina fjordica - Azevedo, Hajdu, Willenz & Klautau,2009
- Clathrina gardineri - (Dendy,1913)
- Clathrina helveola - Wörheide & Hooper,1999
- Clathrina heronensis - Wörheide & Hooper,1999
- Clathrina hirsuta - Klautau & Valentine,2003
- Clathrina hispanica - Klautau & Valentine,2003
- Clathrina hondurensis - Klautau & Valentine,2003
- Clathrina izuensis - (Tanita,1942)
- Clathrina jorunnae - Rapp,2006
- Clathrina laminoclathrata - Carter,1886
- Clathrina laxa - (Kirk,1896)
- Clathrina luteoculcitella - Wörheide & Hooper,1999
- Clathrina minoricensis - (Lackschewitsch,1896)
- Clathrina multiformis - (Breitfuss,1898)
- Clathrina mutsu - (Hozawa,1928)
- Clathrina nanseni - (Breitfuss,1896)
- Clathrina panis - (Haeckel,1870)
- Clathrina paracerebrum - Austin,1996
- Clathrina parva - Wörheide & Hooper,1999
- Clathrina passionensis - Van Soest, Kaiser & Van Syoc,2011
- Clathrina pelliculata - (Dendy,1891)
- Clathrina primordialis - (Haeckel,1872)
- Clathrina procumbens - (von Lendenfeld,1885)
- Clathrina quadriradiata - Klautau & Borojevic,2001
- Clathrina reticulum - (Schmidt,1862)
- Clathrina rotunda - Klautau & Valentine,2003
- Clathrina rubra - Sarà,1958
- Clathrina sagamiana - (Hozawa,1929)
- Clathrina sceptrum - (Haeckel,1872)
- Clathrina septentrionalis - Rapp, Klautau & Valentine,2001
- Clathrina sinusarabica - Klautau & Valentine,2003
- Clathrina soyo - (Hozawa,1933)
- Clathrina sueziana - Klautau & Valentine,2003
- Clathrina tenuipilosa - (Dendy,1905)
- Clathrina tetractina - Klautau & Borojevic,2001
- Clathrina tetrapodifera - Klautau & Valentine,2003
- Clathrina wistariensis - Wörheide & Hooper,1999
- Guancha apicalis - Brøndsted,1931
- Guancha arabica - (Miklucho-Maclay in Haeckel,1872)
- Guancha arnesenae - Rapp,2006
- Guancha blanca - Miklucho-Maclay,1868
- Guancha camura - Rapp,2006
- Guancha gracilis - (Haeckel,1872)
- Guancha guancha - (Hackel,1872)
- Guancha lacunosa - (Johnston,1842)
- Guancha loculosa - (Haeckel,1870)
- Guancha macleayi - (Lendenfeld,1885)
- Guancha pedunculata - (Lendenfeld,1885)
- Guancha pellucida - Rapp,2006
- Guancha philippina - (Hackel,1872)
- Guancha pulcherrima - (Dendy,1891)
- Guancha ramosa - Azevedo, Hajdu, Willenz & Klautau,2009
- Guancha stipitata - (Dendy,1891)
- Guancha tetela - Borojevic & Peixinho,1976
- Ascandra depressa - (Dendy,1891)
- Ascandra falcata - Haeckel,1870
- Ascandra loculosa - (Dendy,1891)
- Ascandra minchini - Borojevic,1966
- Ascandra osculum - (Carter,1886)
- Leucaltis clathria - Haeckel,1872
- Leucaltis nuda - Azevedo, Hajdu, Willenz & Klautau,2009
- Leucaltis tenuis - Hozawa,1929
- Leucettusa corticata - (Haeckel,1872)
- Leucettusa dictyogaster - Dendy & Row,1913
- Leucettusa haeckeliana - (Polejaeff,1883)
- Leucettusa imperfecta - (Polejaeff,1883)
- Leucettusa lancifer - Dendy,1924
- Leucettusa mariae - Brøndsted,1927
- Leucettusa pyriformis - Brøndsted,1927
- Leucettusa sambucus - (Preiwisch,1904)
- Leucettusa simplicissima - Burton,1932
- Leucettusa tubulosa - Dendy,1924
- Leucettusa vera - Poléjaeff,1883
- Leuclathrina asconoides - Borojevic & Boury-Esnault,1987
- Ascaltis abyssus - Rapp, Janussen & Tendal,2011
- Ascaltis agassizii - Haeckel,1872
- Ascaltis grisea - (Dendy & Frederick,1924)
- Ascaltis lamarcki - (Haeckel,1870)
- Ascaltis poterium - (Haeckel,1872)
- Ascaltis procumbens - (Lendenfeld,1885)
- Ascaltis ventricosa - (Carter,1886)
- Ascaltis vitraea - (Row & Hozawa,1931)
- Leucascus amitsbo - Hôzawa,1929
- Leucascus clavatus - Dendy,1893
- Leucascus compressus - (Dendy & Frederick,1924)
- Leucascus insignis - (Row & Hozawa,1931)
- Leucascus lobatus - Rapp,2004
- Leucascus neocaledonicus - Borojevic & Klautau,2000
- Leucascus roseus - Lanna, Rossi, Cavalcanti, Hajdu & Klautau,2007
- Leucascus simplex - Dendy,1893
- Leucetta antarctica - Dendy,1918
- Leucetta avocado - de Laubenfels,1954
- Leucetta chagosensis - Dendy,1913
- Leucetta floridana - (Haeckel,1872)
- Leucetta gelatinosa - (Jenkin,1908)
- Leucetta imberbis - (Duchassaing & Michelotti,1864)
- Leucetta leptoraphis - (Jenkin,1908)
- Leucetta microraphis - Haeckel,1872
- Leucetta potiguar - Lanna, Cavalcanti, Cardoso, Muricy & Klautau,2009
- Leucetta primigenia - Haeckel,1872
- Leucetta prolifera - (Carter,1878)
- Leucetta pyriformis - Dendy,1913
- Leucetta sagittata - Haeckel,1872
- Leucetta solida - (Schmidt,1862)
- Leucetta trigona - Haeckel,1872
- Leucetta villosa - Wörheide & Hooper,1999
- Leucetta weddelliana - Rapp, Janussen & Tendal,2011
- Pericharax canaliculata - Burton & Rao,1932
- Pericharax carteri - Poléjaeff,1883
- Pericharax heteroraphis - Poléjaeff,1883
- Pericharax homoraphis - Poléjaeff,1883
- Pericharax pyriformis - Burton,1932
- Burtonulla sibogae - Borojevic & Boury-Esnault,1986
- Levinella prolifera - (Dendy,1913)
- Levinella thalassae - Borojevic & Boury-Esnault,1986
- Sycettaga primitiva - Haeckel,1872
- Dendya amitsbo - Hozawa,1929
- Dendya cavata - (Carter,1886)
- Dendya clathrata - (Carter,1883)
- Dendya quadripodifera - Hozawa,1929
- Dendya tripodifera - (Carter,1886)
- Dendya triradiata - Tanita,1943
- Soleneiscus apicalis - (Brøndsted,1931)
- Soleneiscus hispidus - (Brøndsted,1931)
- Soleneiscus irregularis - (Jenkin,1908)
- Soleneiscus japonicus - (Haeckel,1872)
- Soleneiscus olynthus - (Borojevic & Boury-Esnault,1987)
- Soleneiscus radovani - Wörheide & Hooper,1999
- Soleneiscus stolonifer - (Dendy,1891)
- Achramorpha diomediae - Hozawa,1918
- Achramorpha glacialis - Jenkin,1908
- Achramorpha grandinis - Jenkin,1908
- Achramorpha nivalis - Jenkin,1908
- Achramorpha truncata - (Topsent,1908)
- Megapogon crispatus - Jenkin,1908
- Megapogon crucifer - (Poléjaeff,1883)
- Megapogon pollicaris - Jenkin,1908
- Megapogon raripilus - Jenkin,1908
- Megapogon villosus - Jenkin,1908
- Amphoriscus buccichii - Ebner,1887
- Amphoriscus chrysalis - (Schmidt,1864)
- Amphoriscus cyathiscus - (Haeckel,1872)
- Amphoriscus cylindrus - (Haeckel,1872)
- Amphoriscus dohrni - Sarà,1960
- Amphoriscus elongatus - Poléjaeff,1883
- Amphoriscus gastrorhabdifer - (Burton,1932)
- Amphoriscus gregorii - (Lendenfeld,1891)
- Amphoriscus kryptoraphis - Urban,1908
- Amphoriscus oviparus - (Haeckel,1872)
- Amphoriscus perforatus - (Haeckel,1872)
- Amphoriscus salfii - Sarà,1951
- Amphoriscus semoni - Breitfuss,1896
- Amphoriscus synapta - (Schmidt in Haeckel,1872)
- Amphoriscus testiparus - (Haeckel,1872)
- Amphoriscus urna - Haeckel,1872
- Leucilla amphora - Haeckel,1872
- Leucilla capsula - (Haeckel,1870)
- Leucilla echina - (Haeckel,1870)
- Leucilla endoumensis - Borojevic & Boury-Esnault,1986
- Leucilla hirsuta - Tanita,1942
- Leucilla leuconides - (Bidder,1891)
- Leucilla minuta - Tanita,1941
- Leucilla nuttingi - (Urban,1902)
- Leucilla oblata - Row & Hozawa,1931
- Leucilla uter - Poléjaeff,1883
- Paraleucilla crosslandi - (Row,1909)
- Paraleucilla cucumis - (Haeckel,1872)
- Paraleucilla magna - Klautau, Monteiro & Borojevic,2004
- Paraleucilla perlucida - Azevedo & Klautau,2007
- Paraleucilla princeps - (Row & Hozawa,1931)
- Paraleucilla proteus - (Dendy,1913)
- Paraleucilla saccharata - (Haeckel,1872)
- Paraleucilla sphaerica - Lanna, Cavalcanti, Cardoso, Muricy & Klautau,2009
- Amphiute lepadiformis - Borojevic,1967
- Amphiute paulini - Hanitsch,1894
- Aphroceras alcicornis - Gray,1858
- Aphroceras caespitosa - (Haeckel,1872)
- Aphroceras cataphracta - (Haeckel,1872)
- Aphroceras cladocora - (Haeckel,1872)
- Aphroceras corticata - Lendenfeld,1891
- Aphroceras elongata - (Schuffner,1877)
- Aphroceras ensata - (Bowerbank,1858)
- Grantia aculeata - Urban,1908
- Grantia arctica - (Haeckel,1872)
- Grantia atlantica - Ridley,1881
- Grantia beringiana - Hozawa,1918
- Grantia canadensis - Lambe,1896
- Grantia capillosa - (Schmidt,1862)
- Grantia comoxensis - Lambe,1893
- Grantia compressa - (Fabricius,1780)
- Grantia cupula - (Haeckel,1872)
- Grantia extusarticulata - (Carter,1886)
- Grantia fistulata - Carter,1886
- Grantia foliacea - Breitfuss,1898
- Grantia genuina - Row & Hozawa,1931
- Grantia glabra - Hozawa,1933
- Grantia harai - Hozawa,1929
- Grantia hirsuta - (Topsent,1907)
- Grantia indica - Dendy,1913
- Grantia infrequens - (Carter,1886)
- Grantia intermedia - Thacker,1908
- Grantia invenusta - Lambe,1900
- Grantia kempfi - Borojevic & Peixinho,1976
- Grantia kujiensis - Hozawa,1933
- Grantia laevigata - (Haeckel,1872)
- Grantia mexico - Hôzawa,1940
- Grantia mirabilis - (Fristedt,1887)
- Grantia monstruosa - Breitfuss,1898
- Grantia nipponica - Hozawa,1918
- Grantia phillipsi - Lambe,1900
- Grantia primitiva - Brøndsted,1927
- Grantia ramulosa - Dendy,1924
- Grantia scottia - (Jenkin,1908)
- Grantia singularis - (Breitfuss,1898)
- Grantia socialis - Borojevic,1967
- Grantia strobilus - (Haeckel,1872)
- Grantia stylata - Hozawa,1929
- Grantia tenuis - Urban,1908
- Grantia transgrediens - Brøndsted,1931
- Grantia tuberosa - Poléjaeff,1883
- Grantia uchidai - Hozawa & Tanita,1941
- Grantia vosmaeri - Dendy,1893
- Grantia waguensis - (Hozawa,1940)
- Leucandra abratsbo - Hozawa,1929
- Leucandra algoaensis - (Bowerbank,1864)
- Leucandra amakusana - Tanita,1943
- Leucandra amorpha - Poléjaeff,1883
- Leucandra ananas - (Montagu,1818)
- Leucandra anfracta - (Urban,1908)
- Leucandra anguinea - (Ridley,1884)
- Leucandra apicalis - Urban,1906
- Leucandra armata - (Urban,1908)
- Leucandra aspera - (Schmidt,1862)
- Leucandra astricta - Tanita,1942
- Leucandra australiensis - (Carter,1886)
- Leucandra barbata - (Duchassaing & Michelotti,1864)
- Leucandra bathybia - (Haeckel,1869)
- Leucandra bleeki - (Haeckel,1872)
- Leucandra bolivari - Ferrer-Hernandez,1916
- Leucandra brumalis - Jenkin,1908
- Leucandra bulbosa - Hanitsch,1895
- Leucandra caminus - Haeckel,1872
- Leucandra capillata - (Poléjaeff,1883)
- Leucandra cerebrum - Hozawa & Tanita,1941
- Leucandra cirrhosa - (Urban,1908)
- Leucandra claviformis - Schuffner,1877
- Leucandra coimbrae - (Breitfuss,1898)
- Leucandra comata - Brøndsted,1931
- Leucandra compacta - (Carter,1886)
- Leucandra conica - Lendenfeld,1885
- Leucandra connectens - Brøndsted,1927
- Leucandra crambessa - Haeckel,1872
- Leucandra crosslandi - Thacker,1908
- Leucandra crustacea - (Haeckel,1872)
- Leucandra cumberlandensis - Lambe,1900
- Leucandra curva - (Schuffner,1877)
- Leucandra cylindrica - Fristedt,1887
- Leucandra donnani - Dendy,1905
- Leucandra dwarkaensis - Dendy,1916
- Leucandra echinata - Schuffner,1877
- Leucandra echinata - (Carter,1886)
- Leucandra egedii - (Schmidt,1870)
- Leucandra elegans - (Lendenfeld,1888)
- Leucandra erinacea - Lendenfeld,1888
- Leucandra falcigera - Schuffner,1877
- Leucandra fernandensis - (Breitfuss,1898)
- Leucandra fistulosa - (Johnston,1842)
- Leucandra foliata - Hozawa,1918
- Leucandra fragilis - Hozawa,1940
- Leucandra frigida - Jenkin,1908
- Leucandra gausapata - Brøndsted,1931
- Leucandra gaussii - (Brøndsted,1931)
- Leucandra glabra - Hozawa,1940
- Leucandra gladiator - Dendy,1893
- Leucandra globosa - Tanita,1943
- Leucandra gossei - (Bowerbank,1862)
- Leucandra haurakii - Brøndsted,1927
- Leucandra heathi - Urban,1906
- Leucandra helena - (Lendenfeld,1885)
- Leucandra hentscheli - Brøndsted,1931
- Leucandra hispida - (Carter,1886)
- Leucandra hozawai - Tanita,1942
- Leucandra impigra - Tanita,1942
- Leucandra innominata - Dendy & Row,1913
- Leucandra kagoshimensis - Hozawa,1929
- Leucandra kerguelensis - (Urban,1908)
- Leucandra kurilensis - Hozawa,1918
- Leucandra laptevi - Koltun,1952
- Leucandra levis - (Poléjaeff,1883)
- Leucandra lobata - (Carter,1886)
- Leucandra loricata - (Poléjaeff,1883)
- Leucandra losangelensis - (de Laubenfels,1930)
- Leucandra magna - Tanita,1942
- Leucandra masatierrae - (Breitfuss,1898)
- Leucandra mawsoni - Dendy,1918
- Leucandra meandrina - Lendenfeld,1885
- Leucandra mediocancellata - Hozawa,1940
- Leucandra minima - Row & Hozawa,1931
- Leucandra minor - (Urban,1908)
- Leucandra mitsukurii - Hozawa,1929
- Leucandra multifida - (Carter,1886)
- Leucandra multiformis - Polejaeff,1883
- Leucandra multituba - Hozawa,1929
- Leucandra nakamurai - Tanita,1942
- Leucandra nausicaae - (Schuffner,1877)
- Leucandra nicolae - Wörheide & Hooper,2003
- Leucandra odawarensis - Hozawa,1929
- Leucandra okinoseana - Hozawa,1929
- Leucandra onigaseana - Hozawa,1929
- Leucandra ovata - (Poléjaeff,1883)
- Leucandra pacifica - Hozawa,1929
- Leucandra palaoensis - Tanita,1943
- Leucandra pallida - Row & Hozawa,1931
- Leucandra pandora - (Haeckel,1872)
- Leucandra paucispina - Hozawa,1929
- Leucandra phillipensis - Dendy,1893
- Leucandra platei - (Breitfuss,1898)
- Leucandra poculiformis - Hozawa,1918
- Leucandra polejaevi - (Breitfuss,1896)
- Leucandra prava - (Breitfuss,1898)
- Leucandra pulvinar - (Haeckel,1870)
- Leucandra pumila - (Bowerbank,1866)
- Leucandra pyriformis - (Lambe,1893)
- Leucandra ramosa - (Burton,1934)
- Leucandra regina - Brøndsted,1927
- Leucandra reniformis - Tanita,1943
- Leucandra rigida - Hozawa,1940
- Leucandra rodriguezi - (Lackschewitz,1886)
- Leucandra rudifera - (Poléjaeff,1883)
- Leucandra sagmiana - Hozawa,1929
- Leucandra schauinslandi - (Preiwisch,1904)
- Leucandra secutor - Brøndsted,1927
- Leucandra serrata - Azevedo & Klautau,2007
- Leucandra seychellensis - Hozawa,1940
- Leucandra sola - Tanita,1942
- Leucandra solida - Hozawa,1929
- Leucandra sphaeracella - Wörheide & Hooper,2003
- Leucandra spinosa - Hozawa,1940
- Leucandra spissa - (Urban,1909)
- Leucandra splendens - Hozawa,1918
- Leucandra taylori - Lambe,1900
- Leucandra thulakomorpha - Row & Hozawa,1931
- Leucandra tomentosa - Tanita,1940
- Leucandra topsenti - Breitfuss,1929
- Leucandra tropica - Tanita,1943
- Leucandra tuba - Hozawa,1918
- Leucandra tuberculata - Hozawa,1929
- Leucandra typica - (Poléjaeff,1883)
- Leucandra uschuariensis - Tanita,1942
- Leucandra vaginata - Lendenfeld,1885
- Leucandra valida - Lambe,1900
- Leucandra verdensis - Thacker,1908
- Leucandra vermiformis - Tanita,1941
- Leucandra vesicularis - Brøndsted,1927
- Leucandra villosa - Lendenfeld,1885
- Leucandra vitrea - (Urban,1908)
- Leucandra yuriagensis - Hozawa,1933
- Leucandrilla intermedia - (Row,1909)
- Leucandrilla lanceolata - (Row & Hôzawa,1931)
- Leucandrilla wasinensis - (Jenkin,1908)
- Leucettaga loculifera - (Haeckel,1872)
- Sycandra utriculus - (Schmidt,1869)
- Sycodorus hystrix - Haeckel,1870
- Sycute dendyi - (Kirk,1895)
- Synute pulchella - Dendy,1892
- Teichonopsis labyrinthica - (Carter,1878)
- Ute ampullacea - Wörheide & Hooper,2003
- Ute armata - Hozawa,1929
- Ute glabra - Schmidt,1864
- Ute gladiata - Borojevic,1966
- Ute pedunculata - Hozawa,1929
- Ute spenceri - Dendy,1893
- Ute spiculosa - Dendy,1893
- Ute syconoides - (Carter,1886)
- Ute viridis - Schmidt,1868
- Grantessa ampullae - Hozawa,1940
- Grantessa anisactina - Borojevic & Peixinho,1976
- Grantessa basipapillata - Hozawa,1916
- Grantessa boomerang - (Dendy,1893)
- Grantessa compressa - (Carter,1886)
- Grantessa erecta - (Carter,1886)
- Grantessa erinaceus - (Carter,1886)
- Grantessa gracilis - (Lendenfeld,1885)
- Grantessa grantiformis - Koltun,1952
- Grantessa hirsuta - (Carter,1886)
- Grantessa hispida - Dendy,1893
- Grantessa intusarticulata - (Carter,1886)
- Grantessa mitsukurii - Hozawa,1916
- Grantessa nemurensis - Hozawa,1929
- Grantessa parva - Tanita,1942
- Grantessa pelagica - (Ridley,1881)
- Grantessa pluriosculifera - (Carter,1886)
- Grantessa polyperistomia - (Carter,1886)
- Grantessa preiwischi - Dendy & Row,1913
- Grantessa ramosa - (Haeckel,1872)
- Grantessa rarispinosa - Borojevic,1967
- Grantessa sacca - Lendenfeld,1885
- Grantessa sagamiana - Hozawa,1916
- Grantessa shimeji - Hozawa,1916
- Grantessa shimoda - Tanita,1942
- Grantessa spissa - (Carter,1886)
- Grantilla quadriradiata - Row,1909
- Heteropia glomerosa - (Bowerbank,1873)
- Heteropia medioarticulata - Hozawa,1918
- Heteropia ramosa - (Carter,1886)
- Heteropia rodgeri - Lambe,1900
- Heteropia striata - Hozawa,1916
- Paraheteropia ijimai - (Hozawa,1916)
- Sycettusa chilensis - Azevedo, Hajdu, Willenz & Klautau,2009
- Sycettusa connexiva - (Poléjaeff,1883)
- Sycettusa flamma - (Poléjaeff,1883)
- Sycettusa glabra - (Row,1909)
- Sycettusa glacialis - (Haeckel,1870)
- Sycettusa hastifera - (Row,1909)
- Sycettusa kuekenthali - (Breitfuss,1896)
- Sycettusa lanceolata - (Breitfuss,1898)
- Sycettusa murmanensis - (Breitfuss,1898)
- Sycettusa nitida - (Arnesen,1900)
- Sycettusa poculum - (Poléajeff,1883)
- Sycettusa sibogae - (Burton,1930)
- Sycettusa simplex - (Jenkin,1908)
- Sycettusa stauridia - (Haeckel,1872)
- Sycettusa sycilloides - (Schuffner,1877)
- Sycettusa tenuis - Borojevic & Klautau,2000
- Sycettusa thompsoni - (Lambe,1900)
- Syconessa panicula - Wörheide & Hooper,2003
- Syconessa syconiformis - (Borojevic,1967)
- Vosmaeropsis cyathus - (Verrill,1873)
- Vosmaeropsis depressa - Dendy,1893
- Vosmaeropsis gardineri - Ferrer-Hernandez,1916
- Vosmaeropsis grisea - Tanita,1939
- Vosmaeropsis hispanica - Ferrer-Hernandez,1933
- Vosmaeropsis hozawai - Borojevic & Klautau,2000
- Vosmaeropsis inflata - Tanita,1942
- Vosmaeropsis japonica - Hozawa,1929
- Vosmaeropsis levis - Hozawa,1940
- Vosmaeropsis macera - (Carter,1886)
- Vosmaeropsis sericata - (Ridley,1881)
- Vosmaeropsis simplex - Hôzawa,1940
- Vosmaeropsis triradiata - Hôzawa,1940
- Anamixilla irregularis - Burton,1930
- Anamixilla torresi - Poléjaeff,1883
- Breitfussia chartacea - (Jenkin,1908)
- Breitfussia schulzei - (Breitfuss,1896)
- Breitfussia vitiosa - (Brøndsted,1931)
- Jenkina articulata - Brøndsted,1931
- Jenkina glabra - Brøndsted,1931
- Jenkina hiberna - (Jenkin,1908)
- Leucascandra caveolata - Borojevic & Klautau,2000
- Polejaevia telum - (Lendenfeld,1891)
- Uteopsis argentea - (Poléjaeff,1883)
- Grantiopsis cylindrica - Dendy,1893
- Grantiopsis fruticosa - Dendy & Frederick,1924
- Grantiopsis heroni - Wörheide & Hooper,2003
- Kebira uteoides - Row,1909
- Lelapia antiqua - Dendy & Frederick,1924
- Lelapia australis - Gray,1867
- Paralelapia nipponica - (Hara,1894)
- Sycyssa huxleyi - Haeckel,1870
- Ascute asconoides - (Carter,1886)
- Ascute uteoides - (Dendy,1893)
- Ascyssa acufera - Haeckel,1870
- Ascyssa coralloides - (Haeckel,1870)
- Ascyssa troglodytes - Haeckel,1870
- Leucosolenia aboralis - Brøndsted,1931
- Leucosolenia albatrossi - Hozawa,1918
- Leucosolenia arachnoides - (Haeckel,1872)
- Leucosolenia australis - Brøndsted,1931
- Leucosolenia botryoides - (Ellis & Solander,1786)
- Leucosolenia cervicornis - (Haeckel,1872)
- Leucosolenia clarkii - (Verrill,1873)
- Leucosolenia complicata - (Montagu,1818)
- Leucosolenia cyathus - (Haeckel,1870)
- Leucosolenia discoveryi - Jenkin,1908
- Leucosolenia echinata - Kirk,1893
- Leucosolenia eleanor - Urban,1906
- Leucosolenia eustephana - Haeckel,1872
- Leucosolenia falklandica - Breitfuss,1898
- Leucosolenia feuerlandica - Tanita,1942
- Leucosolenia flexilis - (Haeckel,1872)
- Leucosolenia fragilis - (Haeckel,1870)
- Leucosolenia gegenbauri - (Haeckel,1870)
- Leucosolenia goethei - (Haeckel,1870)
- Leucosolenia hispidissima - (Haeckel,1872)
- Leucosolenia horrida - (Schmidt in Haeckel,1872)
- Leucosolenia incerta - Urban,1908
- Leucosolenia lucasi - Dendy,1891
- Leucosolenia macquariensis - Dendy,1918
- Leucosolenia microspinata - Longo,2009
- Leucosolenia minchini - Jenkin,1908
- Leucosolenia minuta - Tanita,1943
- Leucosolenia mollis - Tanita,1941
- Leucosolenia nautilia - de Laubenfels,1930
- Leucosolenia parthenopea - Sarà,1953
- Leucosolenia pilosella - Brøndsted,1931
- Leucosolenia protogenes - (Haekel,1872)
- Leucosolenia pyriformis - Tanita,1943
- Leucosolenia rosea - Kirk,1896
- Leucosolenia serica - Tanita,1942
- Leucosolenia sertularia - (Haeckel,1872)
- Leucosolenia solida - Brøndsted,1931
- Leucosolenia somesi - (Bowerbank,1874)
- Leucosolenia tenera - Tanita,1940
- Leucosolenia variabilis - (Haeckel,1870)
- Leucosolenia ventosa - Hozawa,1940
- Leucosolenia vesicula - (Haeckel,1870)
- Dermatreton hodgsoni - Jenkin,1908
- Dermatreton scotti - (Jenkin,1908)
- Sycantha longstaffi - (Jenkin,1908)
- Sycantha tenella - Lendenfeld,1891
- Sycetta antarctica - (Brøndsted,1931)
- Sycetta asconoides - Breitfuss,1896
- Sycetta conifera - (Haeckel,1870)
- Sycetta quadriradiata - Hozawa,1929
- Sycetta sagitta - de Laubenfels,1942
- Sycetta sagittifera - Haeckel,1872
- Sycon abyssale - Borojevic & Graat-Kleeton,1965
- Sycon acanthoxea - (Little,1963)
- Sycon album - Tanita,1942
- Sycon ampulla - (Haeckel,1870)
- Sycon antarcticum - (Jenkin,1908)
- Sycon arcticum - (Haeckel,1870)
- Sycon asperum - (Gibson,1886)
- Sycon australe - (Jenkin,1908)
- Sycon barbadense - (Schuffner,1877)
- Sycon boreale - (Schuffner,1877)
- Sycon brasiliense - Borojevic,1971
- Sycon calcaravis - Hozawa,1929
- Sycon caminatum - Thacker,1908
- Sycon capricorn - Wörheide & Hooper,2003
- Sycon carteri - Dendy,1893
- Sycon ciliatum - (Fabricius,1780)
- Sycon coactum - (Urban,1906)
- Sycon compactum - Lambe,1893
- Sycon cylindricum - Tanita,1942
- Sycon defendens - Borojevic,1967
- Sycon digitiforme - Hozawa,1929
- Sycon dunstervillia - (Haeckel,1872)
- Sycon eglintonense - Lambe,1900
- Sycon elegans - (Bowerbank,1845)
- Sycon ensiferum - Dendy,1893
- Sycon escanabense - Duplessis & Reiswig,2000
- Sycon faulkneri - Ilan, Gugel, Galil & Janussen,2003
- Sycon formosum - (Haeckel,1870)
- Sycon frustulosum - Borojevic & Peixinho,1976
- Sycon gelatinosum - (Blainville,1834)
- Sycon giganteum - Dendy,1893
- Sycon globulatum - Hozawa,1929
- Sycon grantioides - Dendy,1916
- Sycon helleri - (Lendenfeld,1891)
- Sycon hozawai - Breitfuss,1932
- Sycon huinayense - Azevedo, Hajdu, Willenz & Klautau,2009
- Sycon humboldti - Risso,1826
- Sycon inconspicuum - (Lendenfeld,1885)
- Sycon incrustans - Breitfuss,1898
- Sycon karajakense - Breitfuss,1897
- Sycon kerguelense - Urban,1908
- Sycon lambei - Dendy & Row,1913
- Sycon lendenfeldi - Row & Hozawa,1931
- Sycon lingua - (Haeckel,1870)
- Sycon lunulatum - (Haeckel,1872)
- Sycon luteolum - Tanita,1942
- Sycon matsushimense - Tanita,1940
- Sycon mexico - Hôzawa,1940
- Sycon minutum - Dendy,1893
- Sycon misakiense - Hozawa,1929
- Sycon mundulum - Lambe,1900
- Sycon munitum - Jenkin,1908
- Sycon natalense - Borojevic,1967
- Sycon okadai - Hozawa,1929
- Sycon ornatum - Kirk,1898
- Sycon parvulum - (Preiwisch,1904)
- Sycon pedicellatum - Kirk,1897
- Sycon pentactinale - Rossi, Farina, Borojevic & Klautau,2006
- Sycon plumosum - Tanita,1943
- Sycon proboscideum - Breitfuss,1898
- Sycon proboscideum - (Haeckel,1870)
- Sycon protectum - Lambe,1896
- Sycon pulchrum - Tanita,1943
- Sycon quadrangulatum - (Schmidt,1868)
- Sycon ramsayi - (Lendenfeld,1885)
- Sycon raphanus - Schmidt,1862
- Sycon rotundum - Tanita,1941
- Sycon satsumense - Hozawa,1929
- Sycon scaldiense - (Van Koolwijk,1982)
- Sycon schmidti - (Haeckel,1872)
- Sycon schuffneri - Dendy & Row,1913
- Sycon setosum - Schmidt,1862
- Sycon simushirense - Hozawa,1918
- Sycon stauriferum - (Preiwisch,1904)
- Sycon subhispidum - (Carter,1886)
- Sycon sycandra - (Lendenfeld,1895)
- Sycon tabulatum - (Schuffner,1877)
- Sycon tenellum - Lendenfeld,1891
- Sycon tuba - Lendenfeld,1891
- Sycon urugamii - Tanita,1940
- Sycon verum - Row & Hozawa,1931
- Sycon vigilans - Sarà & Gaino,1971
- Sycon villosum - (Haeckel,1870)
- Sycon yatsui - Hozawa,1929
- Minchinella kirkpatricki - Vacelet,1981
- Minchinella lamellosa - Kirkpatrick,1908
- Monoplectroninia hispida - Pouliquen & Vacelet,1970
- Petrostroma schulzei - Döderlein,1892
- Plectroninia celtica - Könnecker & Freiwald,2005
- Plectroninia deansi - Kirkpatrick,1911
- Plectroninia hindei - Kirkpatrick,1900
- Plectroninia lepidophora - Vacelet,1981
- Plectroninia microstyla - Vacelet,1981
- Plectroninia minima - Vacelet,1967
- Plectroninia norvegica - Könnecker,1989
- Plectroninia novaecaledoniense - Vacelet,1981
- Plectroninia pulchella - Vacelet,1967
- Plectroninia radiata - Vacelet,1967
- Plectroninia tecta - Vacelet,1967
- Plectroninia tetractinosa - Vacelet,1981
- Plectroninia vasseuri - Vacelet,1967
- Tulearinia stylifera - Vacelet,1977
- Petrobiona massiliana - Vacelet & Lévi,1958
- Lelapiella incrustans - Vacelet,1977
- Murrayona phanolepis - Kirkpatrick,1910
- Paramurrayona corticata - Vacelet,1967